# LG G7 ThinQ
LG G7 ThinQ, який зазвичай називають просто LG G7, — це Android смартфон, розроблений компанією LG як частина серії LG G. Був представлений у США, 2 травня 2018 року, через тиждень після офіційного витоку інформації від LG. Є наступником смартфона LG G6. Це другий продукт від LG, який використовує бренд ThinQ..

## Характеристики смартфону

### Зовнішній вигляд
Корпус LG G7 ThinQ заокруглений, металевий зі скляною підкладкою та має ступінь захисту від води та пилу IP68.. Він доступний у чорному, синьому, рожевому та сріблястому кольорах, але в Україні представлений в трьох кольорах: Вугільно-чорний, Марокканський синій, Льодяна платина. G7 оснащений 1440p FullVision IPS LCD діагоналлю 6,1 дюйма. Дисплей використовує співвідношення сторін 19:9, яке вище, ніж у дисплеїв 18:9, які використовуються на більшості смартфонів, таких як Samsung Galaxy S9. Максимальна яскравість дисплея становить 1000 ніт за допомогою додаткового білого субпікселя в матриці. Дисплей підтримує HDR10 і підтримує відтворення вмісту YouTube і Netflix у широкому динамічному діапазоні. G7 також був розроблений з тонкими рамками та виїмкою, подібними до iPhone X, який LG називає «другим екраном». На відміну від реалізації виїмки від Apple, виїмку можна приховати на G7.

### Апаратне забезпечення
LG G7 ThinQ використовує систему на кристалі Qualcomm Snapdragon 845: 4 ядра Kryo 385 із частотою 2.8 ГГц та 4 ядра Kryo 385 із частотою 1.8 ГГц. Графічне ядро  — Adreno 630. Він пропонується з 4 ГБ або 6 ГБ оперативної пам'яті і 64/128 ГБ внутрішньої пам’яті, яку можна розширити за допомогою MicroSD-карти. Він підтримує бездротову зарядку, і всі моделі підтримують Qualcomm Quick Charge 4. Усі моделі на всіх ринках будуть включати чотири цифро-аналогові перетворювачі (DAC) для покращення звуку, на відміну від G6, який обмежувався лише азіатським ринком.
На бічній стороні телефону є кнопка, схожа на кнопку Bixby від Samsung; хоча його неможливо переназначити, він запускає Google Assistant, коли утримується, а не інший штучний помічник. Подвійне натискання кнопки запускає Google Lens.
Камера має подвійну конфігурацію, з основним і ширококутним об’єктивом, обидва мають 16 Мп. У додатку камери є кнопка портретного режиму та кнопка AI-камери, які визначають 18 різних ситуацій, як-от режим домашнього улюбленця, їжі, заходу сонця, фруктів тощо. Фронтальна камера 8 Мп (f/1.9) ширококутна.

### Програмне забезпечення
Операційна система телефону  — Android 8.0 «Oreo» і LG UX. 29 червня 2018 року оновлення програмного забезпечення ввело запис відео 4K зі швидкістю 60 кадрів в секунду. У січні 2019 року LG випустила оновлення до Android 9 «Pie» у Південній Кореї. У 2020 році в більшості регіонів можна було оновити до Android 10.

## Версії

### LG G7 One
LG G7 One був випущений на окремих ринках (наприклад, Канада) наприкінці 2018 року в рамках програми Android One. Він візуально ідентичний G7 ThinQ, за винятком того, що скляна підкладка має більш м’яке матове покриття, на відміну від полірованого вигляду ThinQ. Його апаратне забезпечення погіршено порівняно з G7 ThinQ, використовуючи систему на чипі Snapdragon 835 замість 845, 4 ГБ оперативної пам’яті та 32 ГБ пам’яті з можливістю розширення, акумулятор ємністю 3000 мА·г та вилучивши другий ширококутний об’єктив задньої камери. Як і всі телефони Android One, він використовує стандартний інтерфейс користувача Android і програми Google замість LG UX (подібно до колишньої серії Nexus, наприклад Nexus 5X виробництва LG); він постачається з Android 8.1, і LG зобов’язується випустити принаймні дві основні версії Android для пристрою, а також надати три роки підтримки на виправлення системи безпеки. Android 9.0 «Pie» був випущений для G7 One у листопаді 2018 року, а потім Android 10 у грудні 2019 року і Android 11 у березні 2021 року.

#### Критика
MobileSyrup відзначив деякий регрес у порівнянні з G7 ThinQ через відмінності в апаратному забезпеченні, особливо щодо терміну служби батареї (наприклад, старіший SoC, що призвело до відсутності підтримки Quick Charge 4+, і використання в лінійці G7 LCD замість OLED, що впливає на його ефективність роботи), але G7 One був «в основному плавним» і зберіг велику частину апаратних функцій ThinQ (наприклад, підтримка аудіо), виключаючи при цьому часто критикований користувальницький досвід LG. Через його позиціонування та ціну запуску, порівняння проводилися з OnePlus 6T, але стверджувалося, що, хоча 6T мав Snapdragon 845, більшу батарею та OLED-дисплей, G7 One дійсно мав чіткіший дисплей з підтримкою HDR, Роз'єм для навушників з ЦАП і офіційна IP-сертифікація для гідроізоляції.
У грудні 2018 року G7 One був випущений в Японії під назвою LG X5 Android One. У січні 2019 року він був анонсований для Південної Кореї як LG Q9 One, ексклюзивно для LG U+ у моделі 64 ГБ.

### LG G7 Fit
LG G7 Fit був представлений разом з G7 One; це бюджетний варіант моделі ThinQ, який використовує процесор Snapdragon 821 з 4 ГБ оперативної пам’яті та 16-мегапіксельну камеру.